# Żabokryczka
Żabokryczka (ukr. Жабокричка) – wieś na Ukrainie, w obwodzie winnickim, w rejonie hajsyńskim, w hromadzie Czeczelnik. W 2001 liczyła 618 mieszkańców, spośród których 613 wskazało jako ojczysty język ukraiński, a 5 rosyjski

## Urodzeni
- Serhij Tatusiak